# Paulo Castro Seixas
Paulo Castro Seixas (Luanda, 6 de fevereiro de 1967) é um antropólogo, sociólogo e professor universitário português.

## Biografia
Paulo Castro Seixas nasceu em Luanda e durante a infância viveu nas cidades angolanas de Uíje e Lobito, tendo também morado em Timor Leste em Dili.
Estudou no Instituto Superior de Ciências Sociais e Políticas (ISCSP), em Lisboa onde se formou em antropologia. Mais tarde fez o doutoramento em antropologia social na  Universidade de Santiago de Compostela.
Paralelamente à sua carreira enquanto professor universitário, esteve à frente de vários projectos de investigação, entre eles, o que se incidiu sobre o Perfil do Autor em Portugal que contou com o apoio da Sociedade Portuguesa de Autores.
Em 2021, assumiu a coordenação do Mapeamento do Território Cultural e Artístico em Portugal (MTCAP) que tem como objectivo mapear, entre outros aspectos, as actividades culturais e artísticas do país.
Foi um dos defensores da criação do criação do estatuto profissional do autor.

## Obras seleccionadas
É autor dos livros: 
- Translation, Society and Politics in Timor-Leste, editado pela Edições Universidade Fernando Pessoa, ISBN 9789896430641 [8]
- Entre Manchester e Los Angeles, Ilhas e Novos Condomínios no Porto, editado pela Edições Universidade Fernando Pessoa, ISBN 9789896430191 [9]

Artigos
- O Perfil do Autor em Portugal[10]